# Desoxisucre

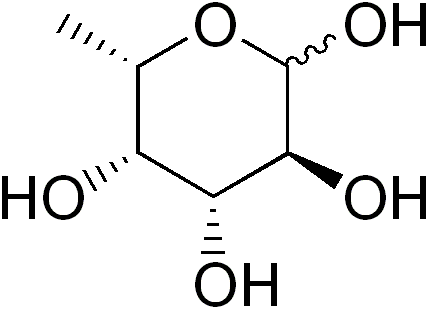
Fucosa

Ramnosa

Els desoxisucres són sucres en què un grup hidroxil ha estat substituït per un hidrogen.
En són exemples:
- la desoxiribosa (basada en la ribosa)
- la fucosa
- la ramnosa